# Let 'Er Go Gallegher
Let 'Er Go Gallegher est un film américain réalisé par Elmer Clifton et sorti en 1928.

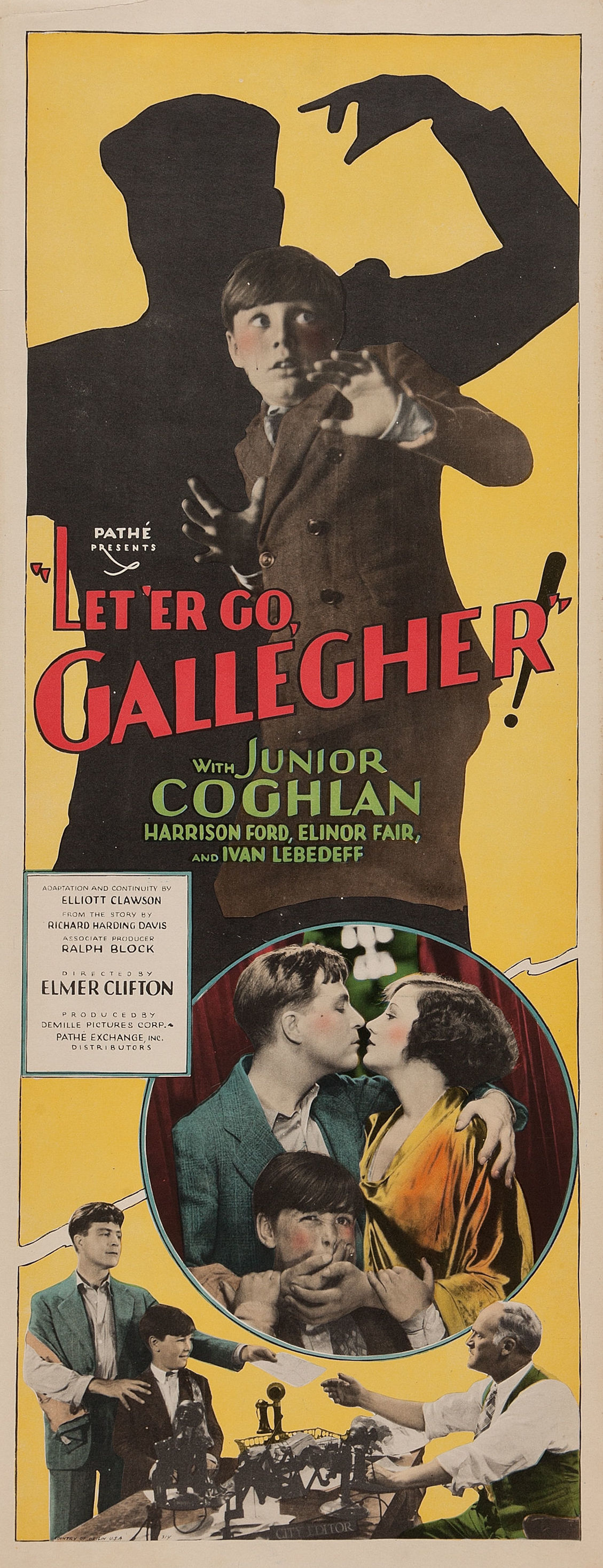
Affiche du film.

Il est basé sur le personnage Gallegher créé par le journaliste et écrivain Richard Harding Davis. L'histoire avait déjà été portée à l'écran en 1917.
Le titre est une déformation de l'expression américaine « Hi, Ho! Let Her go, Gallagher » qui peut se traduire par « Allez ! ».

## Synopsis
Un jeune garçon travaillant comme vendeur de journaux devient enquêteur.

## Fiche technique
- Réalisateur : Elmer Clifton
- Scénario : 	Elliott J. Clawson, John W. Krafft d'après Gallegher - A Newspaper Story de Richard Harding Davis[2].
- Producteurs : Ralph Block, Cecil B. DeMille
- Photographie : Lucien N. Andriot
- Montage : Harold McLernon
- Genre : Mélodrame[3]
- Production : DeMille Pictures Corporation
- Distributeur : Pathé Exchange
- Durée : 60 minutes
- Date de sortie :
  - États-Unis : 15 janvier 1928

## Distribution
- Frank Coghlan Jr. : John 'Let 'Er Go' Gallegher
- Harrison Ford : Henry Clay Callahan
- Elinor Fair : Clarissa Mahaffey
- Wade Boteler : McGinty
- E.H. Calvert : City Editor
- Ivan Lebedeff : Stephen B. Hade AKA Four Fingers Dan
- Morgan Brown : Officier de Prohibition